# Farid Bang

Farid Bang (2012)

Farid Bang (* 4. Juni 1986 in Melilla, Spanien; bürgerlich Farid Hamed El Abdellaoui, arabisch فَرِيدْ العَبْدَلَاوِي Farīd al-'Abdalāwī, DMG Farīd ʾal-ʿAbdalāwī) ist ein deutschsprachiger Rapper mit marokkanischen und spanischen Wurzeln, der in Düsseldorf aufwuchs. Seit 2014 veröffentlicht er seine Werke über sein eigenes Label Banger Musik. Zuvor stand er bei German Dream/Seven Days Music unter Vertrag.

## Leben
Farid Bang wurde 1986 in der nordafrikanischen, zu Spanien gehörenden Exklave Melilla geboren, aus der sein marokkanischer Vater stammt. Er besitzt sowohl die deutsche als auch die spanische Staatsangehörigkeit. Seine Mutter stammt aus Nador in Marokko, kam aber bereits als kleines Kind mit ihrer Familie nach Düsseldorf. Nach Bangs Geburt und der Hochzeit seiner Eltern, die zur selben Zeit in Melilla stattfand und laut Farid der Grund war, warum sich seine Mutter dort aufhielt, lebte er mit seinen Eltern in Torremolinos in der südspanischen Provinz Málaga. Als er acht Jahre alt war, musste sein Vater wegen Drogenschmuggels ins Gefängnis. Seine Mutter trennte sich von ihrem Ehemann und zog ohne ihn nach Düsseldorf, wo Farid in die zweite Klasse kam.
Er wuchs mit seiner Schwester im Düsseldorfer Stadtteil Derendorf auf und besuchte eine Hauptschule im Stadtteil Pempelfort, die er mit einem Realschulabschluss beendete. Mit 19 Jahren fing er, inspiriert von seinem Freund Tekken, mit dem Rappen an. Als er durch Summer Cem Eko Fresh kennenlernte, unterschrieb er einen Vertrag bei dessen Label German Dream Entertainment. 2005 erschienen drei Lieder mit ihm auf Eko Freshs Mixtape Fick immer noch deine Story, Ekos Abrechnung mit Kool Savas. Zu dieser Zeit benutzte Farid Bang noch das Pseudonym Farid Urlaub (in Anlehnung an Farin Urlaub). Für 2006 war ursprünglich ein Album namens Ghetto Kodex vorgesehen, das jedoch nicht realisiert wurde.

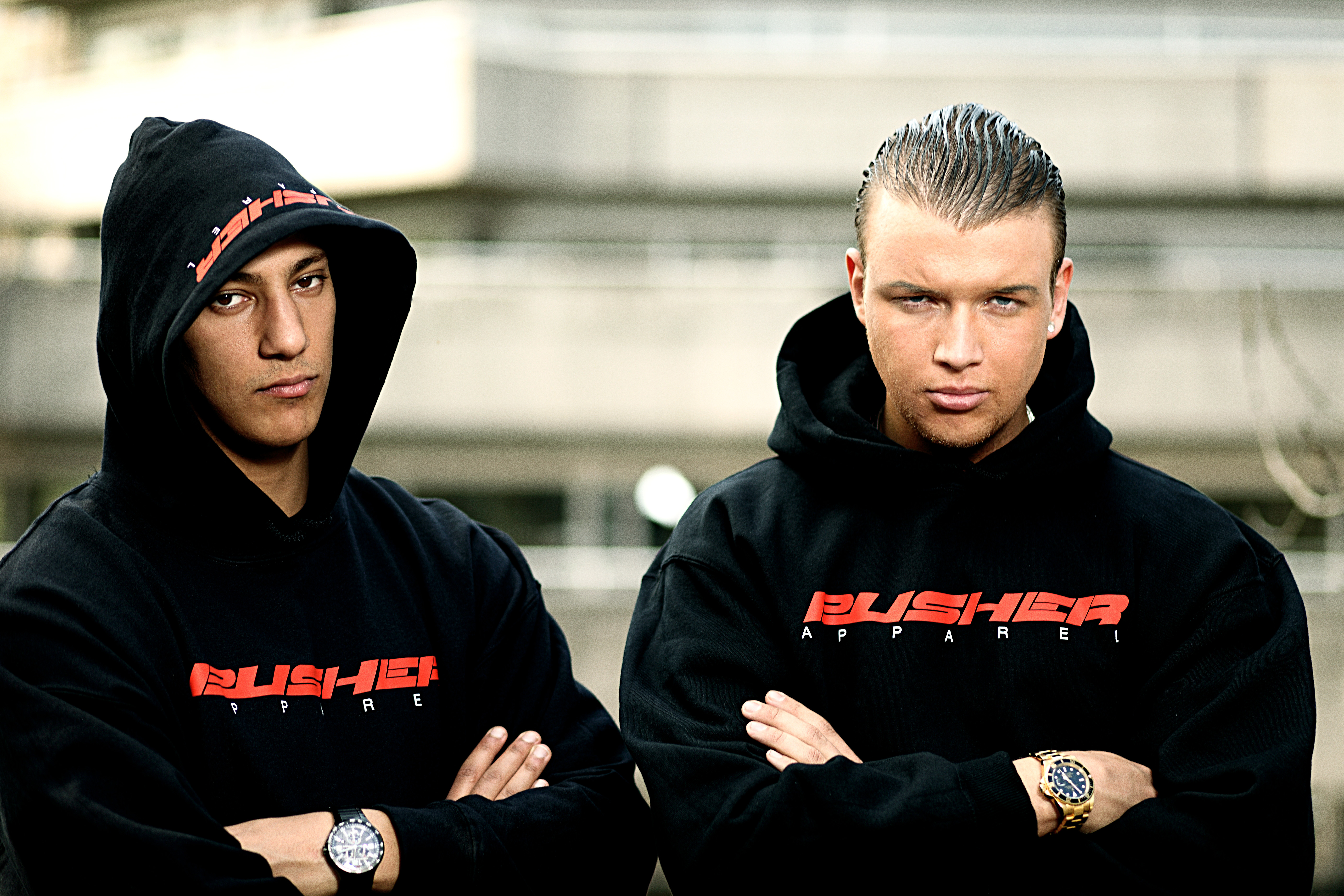
Farid Bang (links) und Kollegah (2009)

Am 4. Juli 2008 erschien Bangs Debütalbum Asphalt Massaka über German Dream Entertainment. Das Album war kommerziell erfolglos, brachte ihm aber eine Auszeichnung als „Bester Newcomer National“ des Jahres bei den Hiphop.de Awards 2008 ein. Zudem machte er zunehmend als Battle-Rapper auf sich aufmerksam. 2009 beteiligte er sich an den beiden „Diss-Tracks“ Westdeutschland Kings (auf der Kompilation Chronik 2) und Fanpost, die sich gegen Aggro Berlin, Fler, Godsilla und Kitty Kat richteten. Anschließend startete der Rapper MOK einen sogenannten Beef mit ihm. Anfang 2012 wurde das im Jahr zuvor erschienene Album Banger leben kürzer von der Bundesprüfstelle für jugendgefährdende Medien (BPjM) indiziert. „Ausschlaggebend für die Indizierung sind die Lieder Nr. 2 Du fils de Pute, Nr. 3 3 mal im Leben, Nr. 6 Bitte Spitte 5000, Nr. 7 Neureiche Wichser (NRW), Nr. 8 Ein Stich genügt, Nr. 9 Banger leben kürzer und Nr. 13 Willkommen auf der Kö. Die Lieder wurden als verrohend und zu Gewalttätigkeit anreizend bzw. als unsittlich und frauendiskriminierend eingestuft“, so die BPjM gegenüber Rap.de.
2010 steuerte er mit Kollegah den Song Discobitch für das Album Ehrenkodex von DJ Tomekk und Toony bei, welches bei einem polnischen Label erschien. Es enthält viele Features deutscher und polnischer Künstler.
Am 27. Januar 2012 erschien mit Der letzte Tag deines Lebens das vierte Soloalbum, welches in der ersten Chartwoche auf Platz 3 der deutschen Albumcharts einstieg. Mit Jung, brutal, gutaussehend 2 erschien am 8. Februar 2013 ein gemeinsames Album mit Kollegah. Es stieg in der ersten Verkaufswoche auf Platz 1 in die deutschen Charts ein und war bis zur Veröffentlichung von King von Kollegah das in der ersten Woche meistverkaufte Deutschrap-Album. Am 4. März wurde bekannt, dass das Album für über 100.000 verkaufte Exemplare die Goldene Schallplatte erhielt. 2012 gründete er sein eigenes Label Banger Musik.
2013 spielte Farid Bang eine Nebenrolle als Paco in dem Film Fack ju Göhte, an der Seite von Elyas M’Barek und Karoline Herfurth. Auch in den Fortsetzungen Fack ju Göhte 2 von 2015 und Fack ju Göhte 3 von 2017 hatte er kurze Auftritte in dieser Rolle. Am 14. März 2014 erschien Farid Bangs fünftes Soloalbum Killa, mit dem er erstmals als Einzelkünstler die Spitze der deutschen Charts erreichte. Dies konnte er mit seinem sechsten Soloalbum Asphalt Massaka 3, veröffentlicht am 27. März 2015, wiederholen. Für die deutsche Ausgabe des Soundtracks zum Film Creed – Rocky’s Legacy nahm Farid Bang den Song Creed auf, der zum Filmstart im Januar 2016 veröffentlicht wurde. Am 27. Mai 2016 erschien sein siebtes Soloalbum Blut. Anfang September 2017 kündigten Kollegah und Farid Bang Jung Brutal Gutaussehend 3 an. Ende September erschien mit Sturmmaske auf (Intro) die erste Single des Albums, mit der sie die Spitze der deutschen Charts erreichten. Jung Brutal Gutaussehend 3 erschien am 1. Dezember 2017; bereits acht Tage vor dem offiziellen Release wurde in Deutschland Goldstatus erreicht.
Das achte Soloalbum Genkidama sollte ursprünglich am 17. April 2020 erscheinen. Aufgrund der Maßnahmen im Zuge der Corona-Pandemie wurde der Release auf den 29. Mai 2020 verschoben. Am 28. Mai 2020 veröffentlichte Farid Bang die Kamehameha EP. Sie enthält vier Songs, davon zwei Disstracks gegen die BigFM-Moderatorin Lola Weippert, die als Singles erschienen. Diese hatte sich im Vorfeld kritisch über Farid Bangs vermeintliche Feindlichkeit gegenüber Frauen geäußert. Es entstand ein Streit, der besonders in den sozialen Medien, beispielsweise Instagram, ausgetragen wurde. Schließlich entschuldigte sich das Team des Radiosenders Big-FM für einige der Aussagen. In der Deluxe-Edition von Genkidama ist außerdem ein Gewinnspiel inbegriffen, dessen Hauptpreis Farid Bangs S63 AMG in der Mansory-Version ist. Aus diesem Grund zählt sie Aussagen Farid Bangs zufolge nicht als Bewertungskomponente für die Albumcharts. Zeitgleich zur Promotionphase des achten Soloalbums, an dem zwei Jahre gearbeitet worden sei, erschuf Farid Bang das Format Das Instalent, eine Castingshow für Newcomer und Sänger auf Instagram. Sieger des Formats ist der Musiker @bayorbaby. Ende März 2021 veröffentlichte Farid Bang die Single Kuck Kuck. Darauf folgte sein Album Asozialer Marokkaner und dessen Deluxe-Version Asozialer Marokkaner +, das im August desselben Jahres veröffentlicht wurde. Im November 2021 erschien ein Snippet auf Farid Bangs Labelkanal „BangerChannel“, in dem er die Veröffentlichung eines Albums für den Freitag der darauffolgenden Woche ankündigte. An jenem Freitag, dem 26. November 2021, erschien das Album X, das sich laut ihm vom Stil seiner vorigen Alben unterscheidet und wieder auf die alte Art seines Raps setzt. Im Juli 2022 erschien das Album Deutschrap brandneu in Zusammenarbeit mit Capital Bra.

## Kontroversen

### „Beef“ mit Konkurrenten
Farid Bang ist bekannt dafür, häufig Beef (auf Deutsch: Streit), also in der Regel verbale Streitigkeiten, die z. B. durch Beleidigungen („Disses“) auf Platten ausgetragen werden, mit anderen Rappern zu haben. So kam es zu verbalen Konflikten mit u. a. Sido, Franky Kubrick, MOK, Alpa Gun, Fler, Silla, Kayef und Shindy.

### Konflikt mit Maskulin (2009–2017)
Einen jahrelangen Streit liefert sich Farid Bang mit Fler und anderen Rappern von dessen Label Maskulin. Farid Bang stichelte im Song Westdeutschlands Kings, welchen er 2009 mit Kollegah und Favorite aufnahm, gegen Fler und veröffentlichte im Jahr 2010 den Disstrack Stress ohne Grund, welcher sich musikalisch an das im Jahr 2002 veröffentlichte Lied Carlo Cokxxx Nutten von Fler anlehnt. Zudem stichelte er auf dem Album Asphalt Massaka 2 oft gegen Fler. Fler antwortete 2011 durch den Song Südberlin auf Bewährung, in dem er auch Kollegah angriff. Außerdem veröffentlichte er 2012 mit Silla das Lied Geh beiseite, welches ebenfalls Angriffe gegen Farid Bang und Kollegah beinhaltet. Zudem wurde im selben Jahr von den Maskulin-Artisten G-Hot und Nicone ein Disstrack gegen Farid Bang und Kollegah veröffentlicht.
Auf dem Album Jung, brutal, gutaussehend 2, das 2013 von Kollegah und Farid Bang veröffentlicht wurde, stichelte Farid Bang wieder gegen Fler. Auf dem im selben Jahr veröffentlichten Album Blaues Blut antworteten die Rapper Fler, Silla und Jihad auf die Sticheleien von Farid Bang. Zudem veröffentlichte Fler den Disstrack Mut zur Hässlichkeit, in dem er Farid Bang und Kollegah disste und sie anschließend noch imitierte. Auf dem ebenfalls 2013 veröffentlichten Song Der blutige Pfad 2 antwortete Farid Bang auf die Sticheleien von Silla.
Bang kündigte sein fünftes Soloalbum unter dem Titel Killa an. Dies wurde von Silla und dessen Anhängern als Anspielung auf das Pseudonym „Silla der Killa“ verstanden. Fortan folgten Sticheleien über die Netzwerke Instagram und Facebook. Später kündigte Silla sein nächstes Soloalbum unter dem Titel Banger an.
Anfang Januar 2014 betitelte Bang Fler mehrmals öffentlich als „Hurensohn“. Fler gab daraufhin öffentlich seinen angeblichen Wohnsitz bekannt, bot Farid an, die Auseinandersetzung „eins gegen eins“ zu lösen und drohte ihm, „du wirst nach diesem Kampf im Krankenhaus liegen“. Als Reaktion darauf gab Farid Bang an, „einfach mal bald“ bei Fler „vorbei“ zu kommen. Wenige Tage später bot Farid Bang ihm an, die „Scheurenstraße“ in Düsseldorf aufzusuchen, eine Straße im sog. „Maghreb-Viertel“ rund um den Düsseldorfer Hauptbahnhof. Januar 2014 beendeten Bang und Fler ihren „Beef“ öffentlich. Beide gaben jedoch an, ihre in der Vergangenheit aufgenommenen Tracks trotzdem veröffentlichen zu wollen.
Im Sommer 2014 wurde der Beef zwischen Bang und Fler erneut angeheizt, da sich Bang mehrfach auf Facebook über Flers Freundin lustig gemacht hatte. Fler antwortete mit einem Brief, in dem er Bang als „Gast in Deutschland“ bezeichnete und dazu aufforderte, zurück in sein Land zu gehen. Der Brief sorgte für ein großes Echo auch außerhalb der Rapszene, wobei Fler oft stark angegangen und als Nazi bezeichnet wurde. Sowohl Fler als auch Farid Bang kündigten darauf für ihre kommenden Alben weitere Beleidigungen gegen den jeweils anderen an. Einen weiteren Höhepunkt erreichte der Beef, als sich Fler in den Albumplayer von Farid Bang auf dessen Facebook-Seite einhackte. Während der Hörprobe zum Song Asozialer Marokkaner war eine Ansage von Fler zu hören. Eine Reaktion Farid Bangs blieb daraufhin aus.
Am 9. Juni 2017 veröffentlichte Farid Bang ein Foto zusammen mit Fler an einem Flughafen. Aufgrund der Bildüberschrift „Ramadan ist echt ein schöner Monat mit unglaublichen Zufällen“ mutmaßten viele Fans, dass die langjährigen Konflikte zwischen den beiden beendet worden seien. Januar 2018 wurde mit dem gemeinsamen Musikvideo AMG für Flers Album Flizzy offiziell, dass die beiden Künstler ihren Beef beiseite legten und nun eine gute „Freundschaft“ genießen.

### Antisemitismus
Während der Verleihung des Echo-Musikpreises im Jahr 2018 griff Campino ihn und Kollegah in seiner Dankesrede scharf an. Im Zentrum stand vor allem folgende Zeile aus Bangs Song 0815 auf dem Album Jung, brutal, gutaussehend 3: „Und wegen mir sind sie beim Auftritt bewaffnet / Mein Körper definierter als von Auschwitzinsassen“. Das Wort „definiert“ ist hier mit seiner Bedeutung im Bodybuilding gebraucht und meint das Verhältnis von Muskelmasse zu Körperfett. Die Textzeile vergleicht damit den aufgrund des Trainings fettarmen Körper des Sprechers mit den Körpern ausgehungerter Insassen des Vernichtungslagers. Der Echo-Beirat verwies indes auf die künstlerische Freiheit und entschied sich gegen eine Ausschlussempfehlung der beiden Rapper. Auch die Plattenfirma der beiden stellte sich zuerst hinter die beiden Rapper, allerdings kündigte sie dann kurz darauf an, die Zusammenarbeit mit ihnen für einige Zeit zu stoppen. Aus Protest gegen die Auszeichnung gab der jüdische Pianist Igor Levit seinen 2014 erhaltenen Echo zurück und erklärte: „Antisemitischen Parolen eine solche Plattform und Auszeichnungen zu geben, ist unerträglich.“ Die nachfolgende Kontroverse über die Verleihung führte zur Abschaffung des Echo im April 2018.
Über Deutschland hinaus hatte die Kontroverse Folgen für geplante Konzerte von Bang. Ein erster gemeinsamer Auftritt mit Kollegah Anfang Mai 2018 wurde in der Schweiz abgesagt. Grund seien die antisemitischen Texte der „Skandal-Rapper“.
Anfang Mai 2018 gab die Staatsanwaltschaft Düsseldorf bekannt, wegen des Straftatbestandes der Volksverhetzung gegen Bang und Kollegah zu ermitteln. Zuvor waren zwei Strafanzeigen gegen den Musiker eingereicht worden. Am 7. Juni 2018 besuchte Farid Bang zusammen mit Kollegah das KZ Auschwitz I (Stammlager). Zu Ehren der in der Zeit des Nationalsozialismus im besetzten Polen Ermordeten legten die Musiker dort Blumen nieder. Das Album Jung, brutal, gutaussehend 3 ist seit dem 28. September 2018 von der Bundesprüfstelle für jugendgefährdende Medien indiziert.

### Konflikt mit Alice Weidel
Im Sommer 2018 kam es zu einem Konflikt mit der AfD-Politikerin Alice Weidel. Im Zuge der Echo-Diskussion kritisierte Alice Weidel über Twitter Farid Bang für seine Texte. Sie schrieb „Um #FaridBang mit seinen eigenen Worten zu zitieren: Er ist nichts weiter als ein "Asozialer Marokkaner", der unsere Werte verachtet und nicht in unser Land gehört!“ – eine Anspielung auf sein Lied Asozialer Marokkaner. Zudem drohte die AfD-Politikerin Farid mit der Abschiebung und der Aberkennung seiner deutschen Staatsbürgerschaft. Daraufhin bezeichnete dieser Weidel in einem Lied als „Nazi-Bitch“, deren Nasenbein er breche, woraufhin Weidel den Rapper verklagte. Letztendlich musste Farid eine von ihr eingeforderte Unterlassungserklärung unterzeichnen. Nichtsdestotrotz „disste“ Farid Bang später in mehreren Liedern die AfD.

### Vorwurf der Frauenfeindlichkeit
Farid Bang wurden von diversen Medien mehrfach frauenfeindliche Äußerungen in seinen Raptexten vorgeworfen sowie in einem Fall die Verhöhnung von Opfern häuslicher Gewalt. Farid sagt über seine Lieder, dass er keine frauenverachtende Musik mache und die harten Texte lediglich eine Art von Entertainment und Humor seien. Er sei zudem in einem Haushalt nur unter Frauen aufgewachsen (mit seiner Mutter, Schwester, Tante und Großmutter), habe sehr großen Respekt vor Frauen und verurteile Gewalt gegen sie.

## Diskografie
Studioalben

| Jahr | Titel Musiklabel                                                            | Höchstplatzierung, Gesamtwochen, AuszeichnungChartplatzierungen (Jahr, Titel, Musiklabel, Platzierungen, Wochen, Auszeichnungen, Anmerkungen) | Höchstplatzierung, Gesamtwochen, AuszeichnungChartplatzierungen (Jahr, Titel, Musiklabel, Platzierungen, Wochen, Auszeichnungen, Anmerkungen) | Höchstplatzierung, Gesamtwochen, AuszeichnungChartplatzierungen (Jahr, Titel, Musiklabel, Platzierungen, Wochen, Auszeichnungen, Anmerkungen) | Anmerkungen                                                |
| Jahr | Titel Musiklabel                                                            | DE | AT | CH | Anmerkungen                                                |
| ---- | --------------------------------------------------------------------------- | --- | --- | --- | ---------------------------------------------------------- |
| 2008 | Asphalt Massaka German Dream Evangelium/Intergroove                         | — | — | — | Erstveröffentlichung: 4. Juli 2008                         |
| 2010 | Asphalt Massaka 2 German Dream Evangelium/7Days Music/Sony Music            | DE56 (1 Wo.)DE | — | — | Erstveröffentlichung: 12. März 2010                        |
| 2011 | Banger leben kürzer German Dream Evangelium/7Days Music/Sony Music          | DE11 (2 Wo.)DE | AT32 (1 Wo.)AT | CH25 (2 Wo.)CH | Erstveröffentlichung: 18. Februar 2011 seit 2012 indiziert |
| 2012 | Der letzte Tag deines Lebens German Dream Evangelium/7Days Music/Sony Music | DE3 (4 Wo.)DE | AT11 (2 Wo.)AT | CH7 (5 Wo.)CH | Erstveröffentlichung: 27. Januar 2012                      |
| 2014 | Killa Banger Musik/Groove Attack                                            | DE1 Gold · (13 Wo.)DE | AT1 (10 Wo.)AT | CH3 (10 Wo.)CH | Erstveröffentlichung: 14. März 2014 Verkäufe: + 100.000    |
| 2015 | Asphalt Massaka 3 Banger Musik                                              | DE1 Gold · (8 Wo.)DE | AT3 (7 Wo.)AT | CH1 (9 Wo.)CH | Erstveröffentlichung: 27. März 2015 Verkäufe: + 100.000    |
| 2016 | Blut Banger Musik                                                           | DE2 (10 Wo.)DE | AT1 (8 Wo.)AT | CH1 (6 Wo.)CH | Erstveröffentlichung: 27. Mai 2016                         |
| 2020 | Genkidama Banger Musik                                                      | DE11 (6 Wo.)DE | AT5 (5 Wo.)AT | CH3 (6 Wo.)CH | Erstveröffentlichung: 29. Mai 2020                         |
| 2021 | Asozialer Marokkaner Banger Musik                                           | DE1 (7 Wo.)DE | AT2 (4 Wo.)AT | CH1 (4 Wo.)CH | Erstveröffentlichung: 23. Juli 2021                        |
| 2021 | X Banger Musik                                                              | DE13 (2 Wo.)DE | AT11 (2 Wo.)AT | CH8 (4 Wo.)CH | Erstveröffentlichung: 26. November 2021                    |
| 2023 | Asphalt Massaka 4 Banger Musik                                              | DE3 (4 Wo.)DE | AT6 (2 Wo.)AT | CH3 (5 Wo.)CH | Erstveröffentlichung: 27. Oktober 2023                     |
| 2024 | XII Banger Musik                                                            | DE5 (2 Wo.)DE | AT12 (2 Wo.)AT | CH7 (2 Wo.)CH | Erstveröffentlichung: 6. September 2024                    |

## Filmografie
- 2013: Fack ju Göhte
- 2015: Fack ju Göhte 2
- 2017: Fack ju Göhte 3